# Torbjörn Haglund
Karl Erik Torbjörn Haglund, född 1 oktober 1913 i Stockholm, död 6 maj 2002, var en svensk arkitekt.
Efter studentexamen 1933 utexaminerades Haglund från Kungliga Tekniska högskolan i Stockholm 1938. Han blev biträdande stadsplanearkitekt i Kalmar 1938, anställdes vid Flygförvaltningens byggnadsavdelning 1943, blev sektionschef där 1944 och var stadsarkitekt i Nyköpings stad från 1946. Han deltog i internationella arkitektkongresserna i Lissabon 1953 och Haag 1955. Han blev ledamot av styrelsen för Nyköpings sparbank 1955 och ordförande där 1960.